# Coșeiu
Coșeiu (en hongrois Kusaly) est une commune roumaine du județ de Sălaj, dans la région historique de Transylvanie et dans la région de développement du Nord-ouest.

## Géographie
La commune de Coșeiu est située dans le nord du județ, à la limite avec le județ de Satu Mare, dans les collines Silvaniei, à 20 km au nordf-ouest de Zalău, le chef-lieu du județ.
La municipalité est composée des trois villages suivants (population en 2002) :
- Archid (609) ;
- Chiloara (368) ;
- Coșeiu (455), siège de la commune.

## Histoire
La première mention écrite du village de Coșeiu date de 1299 sous le nom hongrois de Kusal. La première mention écrite concernant les villages d'Archid (Erked) et Chiloara (Kirva) date de 1369.
La commune, qui appartenait au royaume de Hongrie, faisait partie de la principauté de Transylvanie et elle en a donc suivi l'histoire.
Après le compromis de 1867 entre Autrichiens et Hongrois de l'empire d'Autriche, la principauté de Transylvanie disparaît et, en 1876, le royaume de Hongrie est partagé en comitats. Coșeiu intègre le comitat de Szilágy (Szilágy vármegye).
À la fin de la Première Guerre mondiale, l'Empire austro-hongrois disparaît et la commune rejoint la Grande Roumanie.
En 1940, à la suite du deuxième arbitrage de Vienne, elle est annexée par la Hongrie jusqu'en 1944. Elle réintègre la Roumanie après la Seconde Guerre mondiale.

## Politique
Le conseil municipal de Coșeiu compte 9 sièges de conseillers municipaux. À l'issue des élections municipales de juin 2008, Ioan Meseșan (PNL) a été élu maire de la commune.
| Parti                                      | Nombre de conseillers |
| ------------------------------------------ | --------------------- |
| Union démocrate magyare de Roumanie (UDMR) | 4                     |
| Parti national libéral (PNL)               | 3                     |
| Parti démocrate-libéral (PD-L)             | 1                     |
| Parti social-démocrate (PSD)               | 1                     |

## Religions
En 2002, la composition religieuse de la commune était la suivante :
- Chrétiens orthodoxes, 48,57 % ;
- Réformés, 33,25 % ;
- Baptistes, 16,59 %.

## Démographie
En 1910, à l'époque austro-hongroise, la commune comptait 1 275 Roumains (62,53 %), 843 Hongrois (39,28 %) et 9 Allemands (0,41 %).
En 1930, on dénombrait 1 576 Roumains (64,99 %), 755 Hongrois (31,13 %), 59 Juifs (2,43 %) et 32 Tsiganes (1,32 %).
En 1956, après la Seconde Guerre mondiale, 1 945 Roumains (67,16 %) côtoyaient 943 Hongrois (32,56 %).
En 2002, la commune comptait 633 Roumains (47,52 %), 671 Hongrois (50,37 %) et 28 Tsiganes (2,10 %). On comptait à cette date 805 ménages et 705 logements.
| 1850  | 1880  | 1900  | 1910  | 1920  | 1930  | 1941  | 1956  | 1966  |
| ----- | ----- | ----- | ----- | ----- | ----- | ----- | ----- | ----- |
| 1 658 | 1 790 | 1 860 | 2 146 | 2 181 | 2 425 | 2 592 | 2 896 | 2 576 |

| 1977  | 1992  | 2002  | 2007  | - | - | - | - | - |
| ----- | ----- | ----- | ----- | - | - | - | - | - |
| 2 091 | 1 409 | 1 332 | 1 266 | - | - | - | - | - |

## Économie
L'économie de la commune repose sur l'agriculture.

## Communications

### Routes
La route régionale DJ110A rejoint le village d'Archid au nord et Guruslău, la DN1F et Zalău au sud.

## Lieux et monuments
- Coșeiu, église réformée de style gothique du XVe siècle, ancienne église du monastère franciscain créé à cette époque.